# Záviš z Nechanic
Záviš z Nechanic (často též německy jako Zawisch von Nechanitz; před rokem 1216 – zřejmě 1257 nebo později) byl český šlechtic rodu Vítkovců. Vykonával úřad komorníka krále Václava I.

## Život

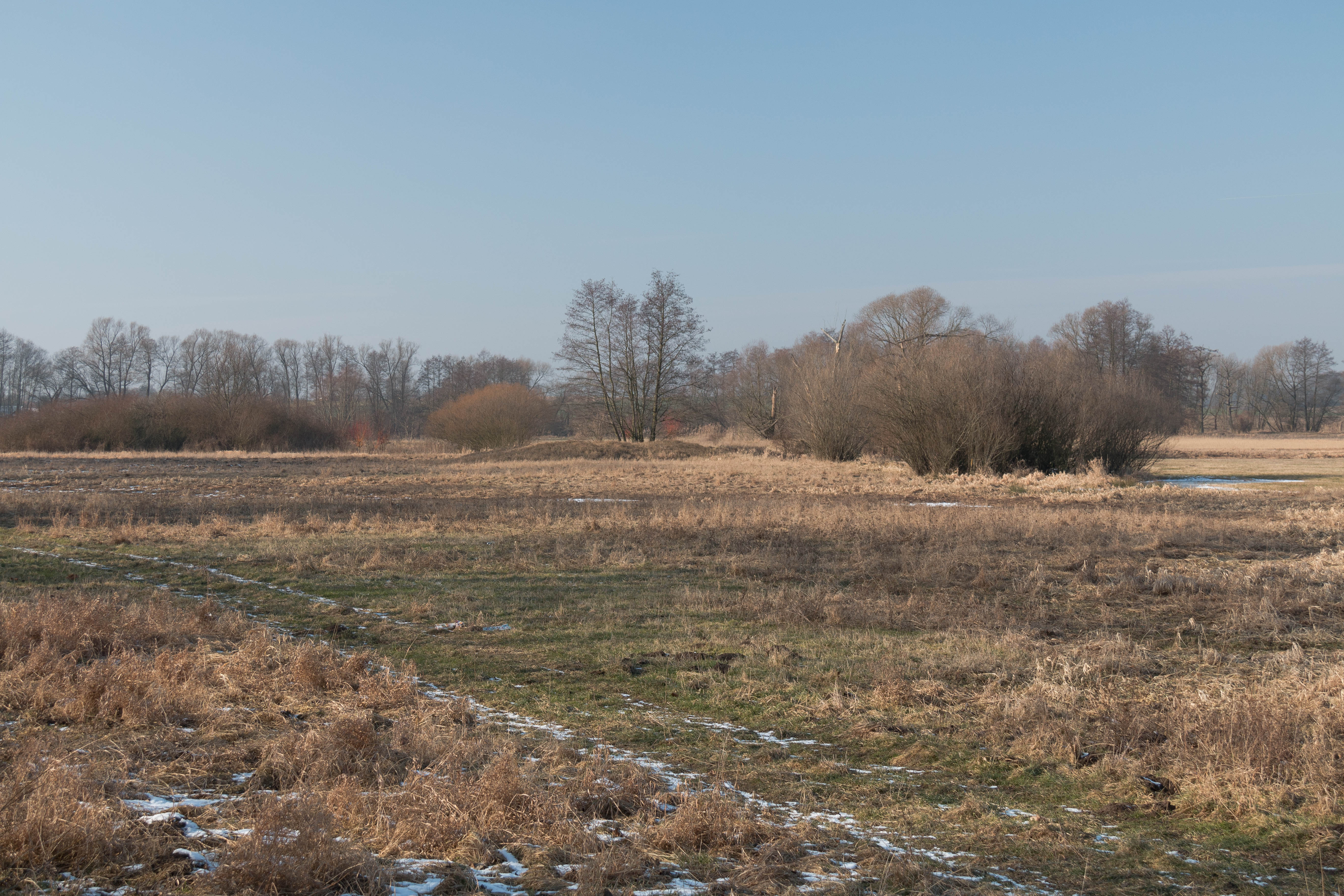
Pozůstatky tvrziště v Nechanicích

Záviš je doložen v letech 1216 až 1257, avšak jeho narození lze datovat na přelom 12. a 13. století, jelikož jeho syn Budivoj je doložen již v roce 1220. Jeho otcem byl Vítek II. (též Vítek starší), který založil rodovou větev pánů z Krumlova. Závišova matka není známa jménem. Jeho přídomek je odvozena od východočeské tvrze a stejnojmenném městečku Nechanice, kterou vlastnil. Město Nechanice má dodnes ve znaku červenou pětilistou rožmberskou růži.
Záviš působil v královských službách a v letech 1233[zdroj?]–1236 byl komořím krále Václava I. Z těchto let jsou na královském dvoře doloženi i jeho synové Budivoj a Vítek. Královský palác však Vítkovci museli dočasně opustit, pravděpodobně kvůli sporům mezi českým králem a císařem Fridrichem II. o dědictví Babenberků. Vrátili se teprve po roce 1242.

## Rodina
Záviš z Nechanic byl ženatý s dcerou Budivoje ze Železnice. Z manželství se narodili synové:
- 1. Budivoj z Krumlova (též Budiwoj von Krumau, Skalitz und Sepekau, česky Budivoj z Krumlova, Skalice a Sepekova); doložený v letech 1220–1272. Byl ženatý s Perchtou z Falkenštejna.
- 2. Vítek I. z Krumlova (též Witiko von Krumau, Sepekau und Načeradetz, česky Vítek z Krumlova, ze Sepekova a Načeradce), doložený v letech 1220-1277, ženatý se Sybilou (?).

Nejznámějším Závišovým potomkem, byl jeho jmenovec, vnuk Záviš z Falkenštejna.